# Columbus Open 1972
Il Columbus Open 1972 è stato un torneo di tennis giocato su campi in cemento. È stata la 2ª edizione del Columbus Open, che fa parte del Commercial Union Assurance Grand Prix 1972. Si è giocato a Columbus negli USA, dal 17 al 23 luglio 1972.

## Campioni

### Singolare
Jimmy Connors ha battuto in finale  Andrew Pattison con il punteggio di 7–5, 6–3, 7–5

### Doppio
Jimmy Connors /  Pancho Gonzales hanno battuto in finale  Robert McKinley /  Dick Stockton con il punteggio di 6–3, 7–5